# Banque de l'infrastructure du Canada
La Banque de l'infrastructure du Canada (BIC) (en anglais : Canada Infrastructure Bank) est une société d'État fédérale du Canada chargée de soutenir financièrement des projets d'infrastructure générateurs de revenus qui sont dans l'intérêt public par le biais de partenariat public-privé.

## Histoire
La Banque de l'infrastructure du Canada a été annoncée par le ministre des Finances, Bill Morneau, lors de l'énoncé économique de l'automne 2016, pour répondre à une promesse de campagne faite par le Parti libéral lors des élections fédérales canadiennes de 2015. Elle a été officiellement créée en juin 2017 lorsque la Loi sur la Banque de l'infrastructure du Canada a reçu la sanction royale. La banque a été créée en réponse à un écart de marché entre les projets d'infrastructure financés par le gouvernement et par le secteur privé,.

## Mandat
La Loi sur la Banque de l'infrastructure du Canada de 2017 définit le mandat de la société d'investir et de chercher à attirer les investissements du secteur privé et des investisseurs institutionnels dans des projets d'infrastructure qui sont dans l'intérêt public.
La BIC utilise des instruments financiers, notamment des prêts, des capitaux propres et, le cas échéant, des garanties de prêt pour fournir un soutien fédéral aux projets afin de les rendre commercialement viables. La BIC fournira du financement et des investissements en utilisant une combinaison de ces instruments en fonction des caractéristiques uniques d'un projet. Le modèle consiste à attirer et à mobiliser des capitaux privés et institutionnels et à relier les rendements financiers à l'utilisation du projet et au risque de recettes.
Le gouvernement du Canada établit les priorités stratégiques de haut niveau de la BIC, notamment:
- des projets qui appuient les priorités actuelles du gouvernement d'investir dans les transports en commun, le commerce et les transports et les infrastructures vertes;
- les projets qui contribuent aux objectifs du Plan Investir dans le Canada et du Cadre pancanadien sur la croissance propre et les changements climatiques; et
- projets généralement admissibles au partage des coûts dans le cadre des programmes fédéraux de soutien aux infrastructures.

Une attention particulière est accordée aux projets potentiels appropriés pour le nouveau modèle de financement fondé sur les partenariats public-privés.
La BIC rend compte au Parlement par l'intermédiaire du ministre de l'Infrastructure et des Collectivités .

## Financement
Le Parlement canadien a autorisé des crédits de 35 milliards de dollars canadiens couvrant la période de onze ans se terminant en 2027-2028. Cela comprend 15 milliards de dollars canadiens pour le cadre budgétaire. Ce soutien financier répond à un besoin de «mobiliser des investissements privés» pour des projets qui autrement n'auraient pas d'investissement privé. Cela peut prendre la forme «d'instruments financiers» ou de «prêts, prises de participation et garanties de prêts».  :11

## Conseil d'administration
Pierre Lavallée est président-directeur-général et chef de la direction financière. La plupart des membres du conseil d'administration sont des investisseurs qui ont fait leur carrière dans des grandes banques ou des fonds de pension. Plus de la moitié des membres ont des liens avec le Parti Libéral.